# Circaetinae
De Circaetinae vormen een groep van middelgrote tot grote roofvogels met lange, brede vleugels. Deze roofvogels zijn grotendeels gespecialiseerd in het jagen op slangen en andere reptielen. Daarom worden ze vaak "slangenarenden" genoemd. Uitzonderingen zijn de apenarend (Pithecophaga jefferyi) en de bateleur (Terathopius ecaudatus) die jagen op zoogdieren of vogels. 

## Geslachten
Volgens Catanach et al. 2024 kunnen de volgende geslachten in deze onderfamilie worden geplaatst:
- Geslacht Circaetus
- Geslacht Pithecophaga
- Geslacht Spilornis
- Geslacht Terathopius

Echte haviken en sperwers (Accipitrinae) · Gieren van de Oude Wereld (Aegypiinae) · Echte arenden (Aquilinae) · Buizerdachtigen (Buteoninae) · Slangenarenden (Circaetinae) · Kiekendieven (Circinae) · Grijze wouwen en verwanten (Elaninae) · Gieren van de Oude Wereld (Gypaetinae) · Tandwouw en verwanten (Harpaginae) · Harpij-achtigen (Harpiinae) · Grijskophavik en verwanten (Lophospizinae) · Zanghaviken (Melieraxinae) · Wespendieven en verwanten (Perninae)